# Arsenura armida
Arsenura armida — вид павлиноглазок из подсемейства Arsenurinae.

## Распространение
Встречается от Мексики до Боливии и в Эквадоре.

## Описание
Размах крыльев 100—120 мм.

## Экология
Кормовыми растениями гусеницы являются гуацума вязолистная (Guazuma ulmifolia), Rollinia membranacea и бомбакопсис пятерной (Bombacopsis quinatum).

## Бабочки и люди
На стадии личинки съедобны и употребляются в пищу некоторыми коренными народами Мексики.